# Bandeira de Málaga
A Bandeira de Málaga é um dos símbolos oficiais do município de Málaga, uma cidade da comunidade autónoma de Andaluzia, em Espanha. Foi criada em 2007.

## Descrição
Seu desenho consiste em um retângulo de proporção largura-comprimento de 4:7 dividido em duas faixas verticais de mesma espessura. As cores das faixas são, respctivamente, a partir da esquerda (lado do mastro) morado e verde.
No meio das duas faixas está um brasão da cidade de Málaga, a bandeira representa o município de Andaluzia.

## Cores
As cores da bandeira são morado e verde:
| Cor) | Cor)   | Código Hex HTML |
| ---- | ------ | --------------- |
|      | morado | #6C3082         |
|      | verde  | #009c3b         |